# Batalla de Val-ès-Dunes
La batalla de Val-ès-Dunes enfrenta en 1047 al joven duque de Normandía Guillermo el Bastardo, ayudado de su señor feudal el rey Enrique I de Francia, a una coalición de barones normandos ricardistas rebeldes.
En 1046, tras una década de problemas por la muerte prematura de Roberto el Magnífico en el retorno de su peregrinaje a Tierra Santa, su hijo y sucesor Guillermo escapa por poco a una emboscada de los barones rebeldes del oeste de Bessin y de Cotentin que habían elegido como jefe a Guido de Borgoña, primo del Duque. Guillermo se apresura a demandar la ayuda de su señor feudal, Enrique I de Francia. Este recluta rápidamente un ejército de unos 10 000 infantes junto con unos 350 caballeros, que unidos a un millar de personas armadas fieles al Duque se enfrentaron en agosto de 1047 a las tropas rebeldes dirigidas, entre otros, por los barones Ranulfo de Briquessart, vizconde de Bayeux, Néel II de Saint-Sauveur, vizconde de Saint-Sauveur, Hamon Dentatus, barón de Torigni, Grimoult du Plessis y Raúl de La Roche-Tesson, que aglutinaba unos 25 000 combatientes (una cifra considera exagerada por los historiadores) en la llanura de Val-ès-Dunes, situada a 12 km al sudeste de Caen a orillas del río Orne.
Muchos de los rebeldes, aún paganos o poco cristianizados y todavía más próximos a sus orígenes nórdicos, cargaron en la batalla al grito de «Thor aïe!» («Thor ayuda»). Esta sería la última manifestación del poder vikingo en Francia.
Fue un verdadero desastre para muchos rebeldes, que en su huida se ahogaron al intentar atravesar el río que bordeaba el campo de batalla. Los que sobrevivieron perdieron sus fortalezas y fueron expulsados o se exiliaron voluntariamente al sur de Italia.